# Silvano Tranquilli
Silvano Tranquilli (Roma, 23 agosto 1925 – Roma, 10 maggio 1997) è stato un attore e doppiatore italiano.

## Biografia
Dopo essersi diplomato all'Accademia Sharoff di Roma, debuttò nello spettacolo lavorando in teatro nelle compagnie di Salvo Randone e Vittorio Gassman.
In televisione partecipò a numerosi sceneggiati televisivi fra cui Una tragedia americana (1962), Le avventure di Laura Storm (1966), Le inchieste del commissario Maigret (episodio L'innamorato della signora Maigret, 1966), La donna di quadri (1968), miniserie televisiva con il tenente Sheridan; Le cinque giornate di Milano (1970), miniserie televisiva diretta da Leandro Castellani; Dov'è Anna? (1976), diretto da Piero Schivazappa; Storie della camorra (1978), sceneggiato televisivo di Rai 1 diretto da Paolo Gazzara e L'esclusa (1980), sceneggiato televisivo Rai in tre puntate, diretto da Piero Schivazappa.
Ottenne, accanto a Franco Angrisano nel ruolo di sacrestano, successo nella serie televisiva I ragazzi di padre Tobia, interpretando il ruolo di un sacerdote amico dei giovani che frequentano la sua parrocchia.
L’archivio Rai Teche conserva materiale audiovisivo e schede dettagliate su molte produzioni cui ha preso parte.
Recitò in oltre cinquanta film dal 1955 al 1988 in Italia, Messico, Francia, Germania, sotto la direzione di numerosi registi tra i quali Umberto Lenzi, Giorgio Simonelli, Roberto Bianchi Montero e Antonio Margheriti. Ottenne ruoli importanti nelle pellicole I girasoli (1970) di Vittorio De Sica e Amore mio aiutami (1969) di Alberto Sordi. A partire dal 1970 fu protagonista in numerosi film appartenenti al filone poliziottesco a fianco di attori come Franco Nero, Maurizio Merli, Tomas Milian, Luc Merenda e Henry Silva, quasi sempre nei panni del commissario di polizia.
Svolse per lungo tempo anche attività di doppiatore.
Morì il 10 maggio 1997, all'età di 71 anni, nella sua casa a Roma.

## Filmografia

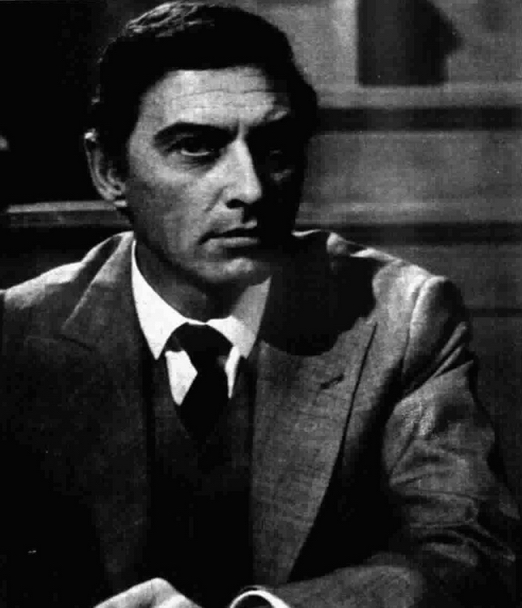
Tranquilli nel 1972

### Cinema
- Adriana Lecouvreur, regia di Guido Salvini (1955)
- Il conte Aquila, regia di Guido Salvini (1955)
- Perfide ma... belle, regia di Giorgio Simonelli (1958)
- Napoli, sole mio!, regia di Giorgio Simonelli (1958)
- I piaceri del sabato notte, regia di Daniele D'Anza (1960)
- L'orribile segreto del dr. Hichcock, regia di Riccardo Freda (1962)
- Danza macabra, regia di Antonio Margheriti (1964)
- Spara forte, più forte... non capisco!, regia di Eduardo De Filippo (1966)
- I due sanculotti, regia di Giorgio Simonelli (1966)
- Amore mio aiutami, regia di Alberto Sordi (1969)
- La donna invisibile, regia di Paolo Spinola (1969)
- Senza sapere niente di lei, regia di Luigi Comencini (1969)
- I girasoli, regia di Vittorio De Sica (1970)
- E venne il giorno dei limoni neri, regia di Camillo Bazzoni (1970)
- Cuori solitari, regia di Franco Giraldi (1970)
- Quella chiara notte d'ottobre, regia di Massimo Franciosa (1970)
- La controfigura, regia di Romolo Guerrieri (1971)
- Nella stretta morsa del ragno, regia di Antonio Margheriti (1971)
- Una farfalla con le ali insanguinate, regia di Duccio Tessari (1971)
- Rivelazioni di un maniaco sessuale al capo della squadra mobile, regia di Roberto Bianchi Montero (1972)
- Il mio corpo con rabbia, regia di Roberto Natale (1972)
- Il sorriso della iena, regia di Silvio Amadio (1972)
- La gatta in calore, regia di Nello Rossati (1972)
- Mia moglie, un corpo per l'amore, regia di Mario Imperoli (1972)
- Sei iellato, amico hai incontrato Sacramento, regia di Giorgio Cristallini (1972)
- La tarantola dal ventre nero, regia di Paolo Cavara (1972)
- Giorni d'amore sul filo di una lama, regia di Giuseppe Pellegrini (1973)
- Dio, sei proprio un padreterno!, regia di Michele Lupo (1973)
- Diario di un italiano, regia di Sergio Capogna (1973)
- Tony Arzenta (Big Guns), regia di Duccio Tessari (1973)
- Le vergini cavalcano la morte, regia di Jorge Grau (1973)
- Tecnica di un amore, regia di Brunello Rondi (1973)
- La polizia incrimina, la legge assolve, regia di Enzo G. Castellari (1973)
- Milano trema: la polizia vuole giustizia, regia di Sergio Martino (1973)
- Una donna e una canaglia (La Bonne Année), regia di Claude Lelouch (1973)
- Madeleine... anatomia di un incubo, regia di Roberto Mauri (1974)
- Il venditore di palloncini, regia di Mario Gariazzo (1974)
- Giochi perversi di una signora bene, regia di Michael Verhoeven (1975)
- Il giustiziere sfida la città, regia di Umberto Lenzi (1975)
- Peccati di gioventù, regia di Silvio Amadio (1975)
- Labbra di lurido blu, regia di Giulio Petroni (1975)
- Roma violenta, regia di Franco Martinelli (1975)
- L'uomo della strada fa giustizia, regia di Umberto Lenzi (1975)
- Per le antiche scale, regia di Mauro Bolognini (1975)
- Napoli violenta, regia di Umberto Lenzi (1976)
- La bravata, regia di Roberto Bianchi Montero (1977)
- L'affaire Suisse, regia di Max Peter Hammann (1978)
- Sette uomini d'oro nello spazio, regia di Al Bradley (1979)
- Agenzia Riccardo Finzi... praticamente detective, regia di Bruno Corbucci (1979)
- L'uomo puma, regia di Alberto De Martino (1980)
- Tranquille donne di campagna, regia di Claudio De Molinis (1980)
- L'ultimo giorno, regia di Amasi Damiani (1985)
- Don Bosco, regia di Leandro Castellani (1988)
- Odore di spigo, regia di Amasi Damiani (1988)

### Televisione
- Una tragedia americana, regia di Anton Giulio Majano – miniserie TV (1962)
- Più rosa che giallo – serie TV (1962)
- Giuseppe Verdi, regia di Mario Ferrero – miniserie TV (1963)
- La cocuzza, regia di Carlo Ludovici – film TV (1963)
- Luisa Sanfelice, regia di Leonardo Cortese – miniserie TV (1966)
- Le avventure di Laura Storm – serie TV (1966)
- Le inchieste del commissario Maigret – serie TV, episodio L'innamorato della signora Maigret (1966)
- Il complotto di luglio, regia di Vittorio Cottafavi – film TV (1967)
- I ragazzi di padre Tobia – serie TV (1968-1970)
- La donna di quadri, regia di Leonardo Cortese – miniserie TV (1968)
- D'Artagnan, regia di Claude Barma – miniserie TV (1969)
- Antonio Meucci cittadino toscano contro il monopolio Bell, regia di Daniele D'Anza – miniserie TV (1970)
- Le cinque giornate di Milano, regia di Leandro Castellani – miniserie TV (1970)
- La signora Morli, uno e due, regia di Ottavio Spadaro (1972)
- Dov'è Anna?, regia di Piero Schivazappa – miniserie TV (1976)
- Costanza, regia di Carlo Lodovici, commedia di Somerset Maugham (1976)
- Lo scandalo della banca romana, regia di Luigi Perelli – miniserie TV (1977)
- Storie della camorra, regia di Paolo Gazzara – miniserie TV (1978)
- L'esclusa, regia di Piero Schivazappa – miniserie TV (1980)
- Delitto in piazza, regia di Nanni Fabbri – miniserie TV (1980)

## Doppiaggio

### Film cinema
- Renato Romano in L'uccello dalle piume di cristallo
- Gérard Barray in I violenti di Rio Bravo
- Joe Cranston in Dai, Johnny, dai!
- Jack Kosslyn in La vendetta del ragno nero
- Lance Henriksen in Il pozzo e il pendolo
- Alan Steel in Maciste e la regina di Samar
- John Carson in Madra... il terrore di Londra
- Jacques Berthier in Uno sceriffo tutto d'oro
- Lang Jeffries in Mark Donen agente Zeta 7

### Serie TV
- Jack Warden in N.Y.P.D.
- Kevin Hagen in La casa nella prateria (st. 1-3)
- Eddie Egan in Joe Forrester
- Lee J. Cobb in Giovani avvocati
- William Jordan in Project UFO
- Jack Watson in Artù re dei Britanni

### Anime e manga
- Hiromi Huesugi in Io sono Teppei!
- Duca Dangering in Georgie
- Camargo Istar in UFO Robot Goldrake